# Groupe Flammarion
Pour les articles homonymes, voir Flammarion.
Le groupe Flammarion est une filiale du groupe Madrigall depuis 2012. Il réunit plusieurs marques d'édition, dont celle qui a donné son nom au groupe — les éditions Flammarion —, fondée en 1875 sous les arcades du théâtre de l'Odéon à Paris. Maison d’édition généraliste qui explore les domaines de la littérature, des sciences humaines, des livres illustrés et de la jeunesse, ses filiales historiques dans les secteurs de la diffusion, de la distribution et de la librairie contribuent aujourd'hui à l'activité globale du groupe Madrigall, implanté en France, en Belgique, en Suisse et au Canada.

## Histoire

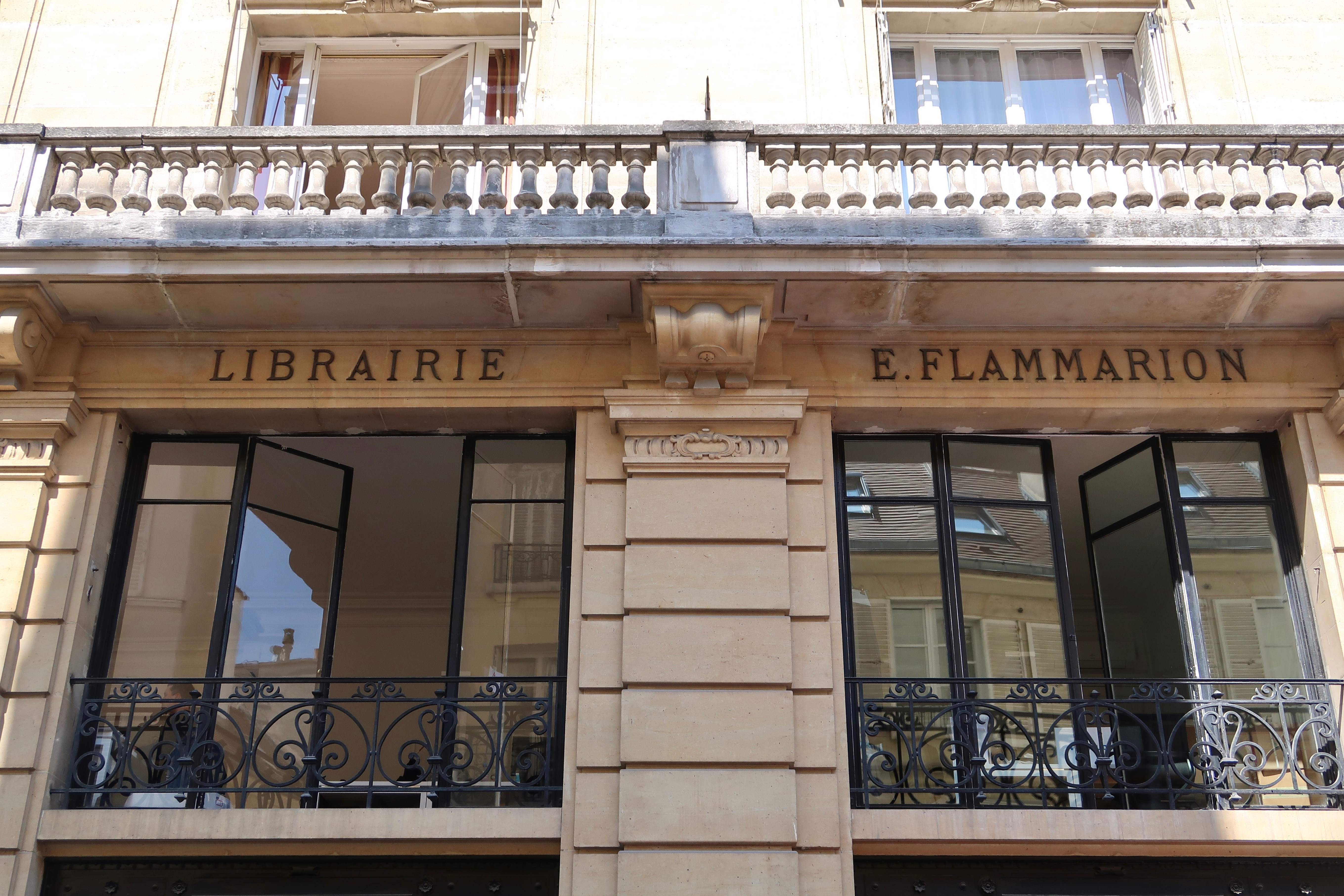
Bâtiment historique du 26 rue Racine (Paris).

La naissance de cette maison en 1875 est intimement liée à la personnalité d'Ernest Flammarion, frère de l'astronome Camille Flammarion : Ernest publiera les essais et albums de son frère destinés au grand public, lesquels deviendront de véritables succès d'édition à la fin du XIXe siècle.
En 1876, Ernest s'associe au libraire parisien Charles Marpon (mort en 1890) pour former « Charles Marpon et Ernest Flammarion » : ils publient une traduction de 29 poèmes titrés rédigés en allemand et intitulée Les Nibelungen par le baron Émile de Laveleye et rachètent ensuite le fonds de la Librairie internationale A. Lacroix, Verboeckhoven et Cie (Bruxelles) au catalogue de laquelle figurent Victor Hugo, Émile Zola et Jules Michelet.
L'un des premiers succès est l'édition illustrée de L'Assommoir (1878), qu'ils cofinanceront avec la librairie Charpentier. Avec les bénéfices, ils publient l'impressionnant album L'Astronomie populaire de Camille Flammarion (1879) qui donne un peu la ligne éditoriale des vingt années suivantes : prédilection pour les domaines scientifiques mis à la portée de tous et les livres pratiques. Ainsi, deux collections, Ouvrages utiles (1887) et Bibliothèque Flammarion (1890) s'ouvrent à l'Histoire, l'Anthropologie, la Botanique.
Le livre de l'antisémite Édouard Drumont, La France juive (1886), rencontre un gros succès avec 62 000 exemplaires vendus la première année. Véritable « best-seller de la fin du XIXe siècle » selon les termes de Léon Poliakov, il est republié en 1888 dans une version populaire résumée en un volume et connaît 200 rééditions au total jusqu'en 1914.
La fiction n'est pas en reste avec le lancement du magazine Le Bon Journal (1885), la collection « Auteurs célèbres » (1889) et la publication de nouveautés parmi lesquelles les ouvrages d'Hector Malot qui figurèrent longtemps en tête des ventes, ainsi que la publication de récits de voyages authentiques (Jean-Baptiste Charcot, Frederick Cook, etc.). En 1902, transfuge des célèbres éditions Félix Alcan, Gustave Le Bon se voit confier la Bibliothèque de philosophie scientifique. La même année, Flammarion innove en lançant une collection de romans populaires en format poche et couverture illustrée couleur à 0,95 centime.
Entre 1905 et 1925, Flammarion connaît de vifs succès avec des romanciers comme Victor Margueritte, Maurice Genevoix, Henri Barbusse, Colette, parfois couronnés de prix littéraires. En 1914, les Frères Fischer lancent Select-Collection. En 1922 est lancée la collection Bibliothèque des connaissances médicales qui deviendra bien plus tard Flammarion Médecine. En 1930, les fameux albums du Père Castor commencent à paraître, inaugurant un marché très porteur, celui de la jeunesse. Durant l'Occupation, Charles et Armand Flammarion se compromettent : ils seront sanctionnés en 1945 par la Commission interprofessionnelle d'épuration de l’Édition. En 1958 la collection de poche J'ai Lu est créée par Frédéric Ditis.
Dans les années 1960, Garnier et Flammarion s'associent pour lancer la collection des classiques Garnier-Flammarion, devenu depuis une collection du Groupe sous le nom de GF Flammarion. En 1977, Flammarion rachète les éditions Arthaud. De 1986 à 1995, Françoise Verny est la directrice éditoriale et audiovisuelle du groupe. Dans les années 1980, les librairies Flammarion 4 sont ouvertes et proposent, outre des Beaux livres, des éditions d'objets design à tirage limité. En 1999, Raphaël Sorin publie Les Particules élémentaires de Michel Houellebecq : grâce à cet auteur traduit dans le monde entier, Flammarion décroche le prix Goncourt en 2010 avec le roman de Michel Houellebecq, La Carte et le Territoire.
Flammarion est restée une maison d'édition à directoire familiale de 1876 à 2000 : après Ernest, c'est son fils Charles qui reprend le relais en 1918, suivi en 1967 d'Henri Flammarion, puis de Charles-Henri Flammarion en 1985 qui gardera le contrôle du groupe en dépit d'une introduction en bourse en juin 1996 avec une capitalisation évaluée à plus d'un milliard de francs (220 millions d'euros).
En octobre 2001, la famille Flammarion cède ses parts au groupe italien RCS MediaGroup qui en prend le contrôle. En 2005, la direction est confiée à Teresa Cremisi. En 2005, la maison quitte le no 26 de la rue Racine à Paris pour le quai Panhard-et-Levassor.
En 2012, le groupe Madrigall (maison mère des éditions Gallimard) achète à RCS MediaGroup le groupe Flammarion pour un montant de 251 millions d'euros. Le 30 avril 2015, Teresa Cremisi annonce dans l'hebdomadaire Livres Hebdo sa démission de la direction de Flammarion, où elle ne gardera que des fonctions de directrice de collection. Elle est remplacée par Gilles Haéri en 2015, directeur général des éditions Flammarion depuis 2001.
En 2019, Anna Pavlowitch devient présidente directrice générale de Flammarion, poste qu'elle occupe jusqu'en décembre 2021. Après un intérim de quelques mois, c'est Sophie de Closets qui devient la nouvelle présidente-directrice générale en juillet 2022.

## Identité visuelle

Évolution du logo
Ancien logotype du Groupe Flammarion.
Logotype des Éditions Flammarion.

## Principales sociétés d'édition du groupe
- Les éditions Flammarion[15] :
  - Aubier
  - Autrement
  - Arthaud
  - Champs
  - Climats
  - Étonnants classiques
  - Flammarion[16]
  - Garnier-Flammarion
  - J'ai lu
  - La Maison rustique
  - Miallet Barrault
  - Librio
  - Père Castor
  - Pygmalion
  - Diffusé par Flammarion diffusion et distribué par Union Distribution

## Résultats financiers
La SA Flammarion, principale entité du groupe, a été créée en 1981. Dirigée par Sophie de Closets, son chiffre d'affaires 2021 est de 310 666 908 € .